# Hotel Post (Bad Ischl)

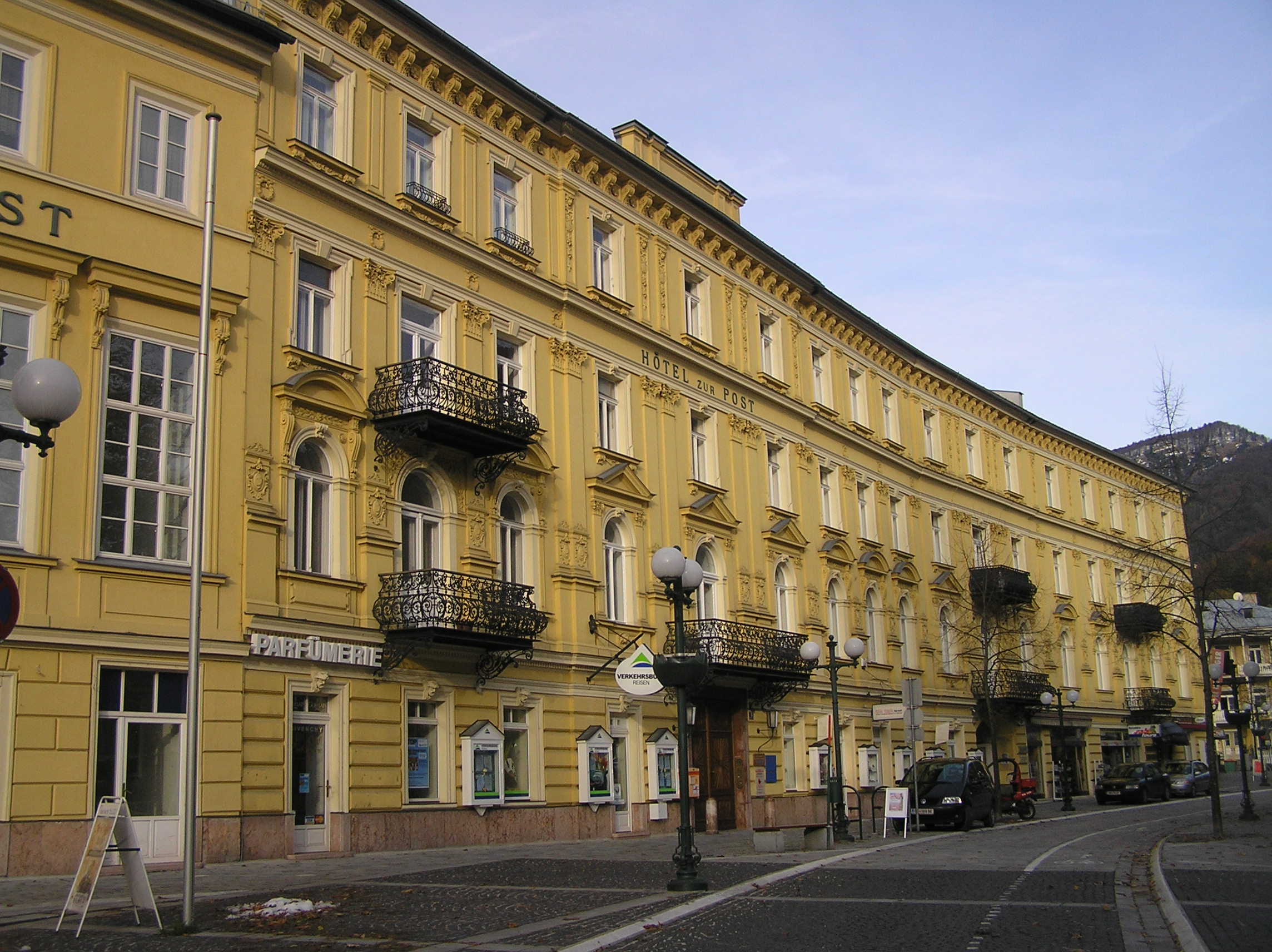
Hotel Post Hauptfassade

Das ehemalige Hotel zur Post (ursprünglich Gasthof zur Post oder Posthof) in Bad Ischl, Oberösterreich, war das älteste Hotel des Salzkammergutes. Das Gebäude liegt im Stadtzentrum zwischen der Stadtpfarrkirche St. Nikolaus und dem Lehartheater.

## Geschichte

### Bauphasen

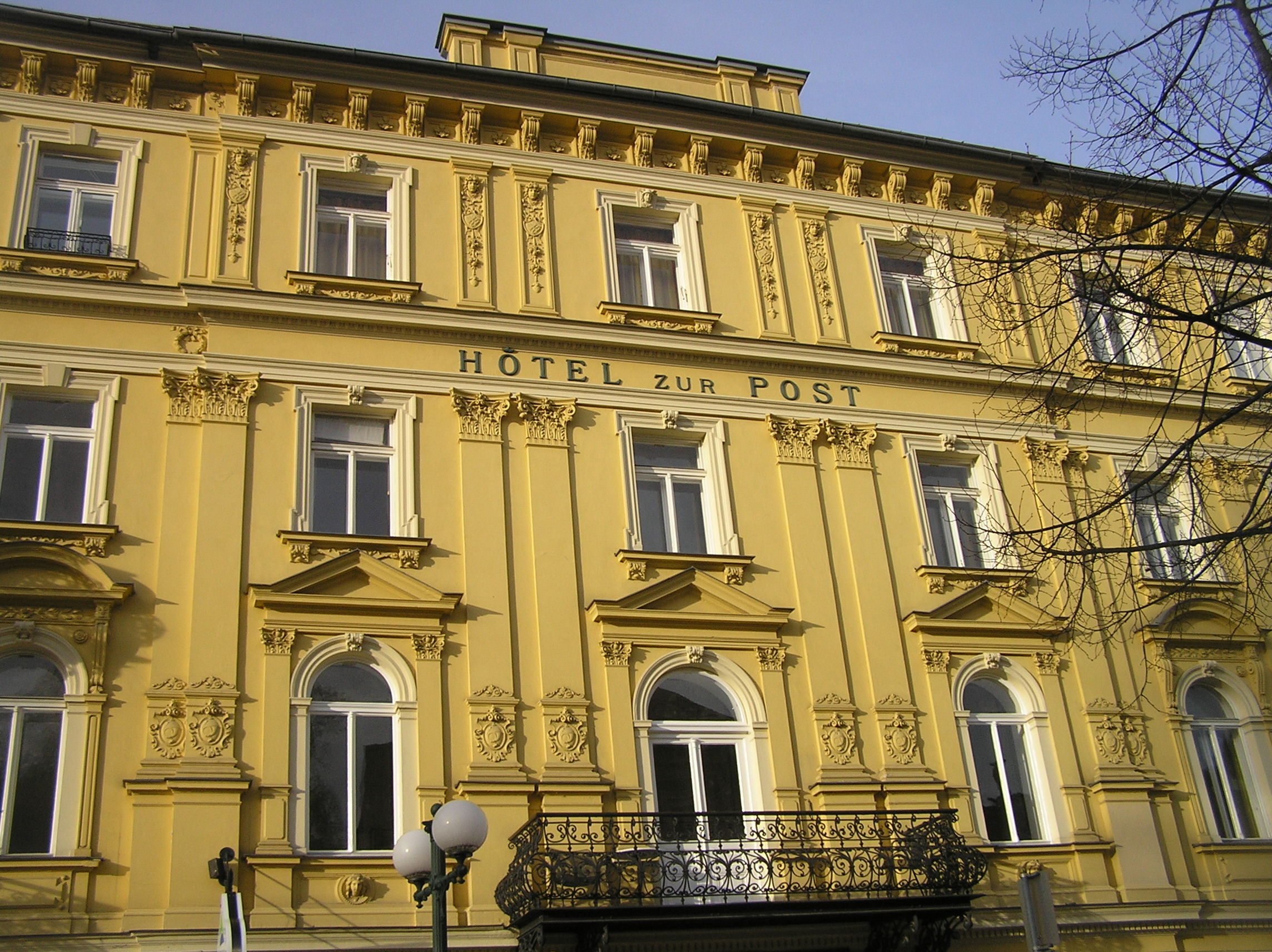
Details der Fassade

Das Hotel wurde 1827/28 von Franz und Magdalena Koch errichtet, woran noch heute das datierte Marmorportal erinnert. Koch († 1849) war zuvor Postmeister in Ebensee und hatte seit 1826 in Ischl das Gasthaus Zum Goldenen Hirschen (heute Sparkasse) betrieben. Von hier wurden das Schenkrecht und das Postamt auf das neu errichtete Hotel übertragen. Zum kaiserlich-königlichen Postamt, das bis 1895 im Hause betrieben wurde, gehörten auch Stallungen für bis zu 120 Pferde (Nordtrakt), die im Postdienst nach Ebensee, Aussee und Salzburg eingesetzt waren. Als Weidegebiet für die Tiere gehörte ab 1862 die sogenannte Postalm (früher Till- oder Holzalm) oberhalb von Strobl zum Haus. Ab 1833 führte Franz Koch jun. († 1871), ein Sohn der Erbauer, den Hotel- und Postbetrieb fort. Ihm folgten Ludwig Koch († 1919) und Dr. Ludwig Koch († 1939) in der Führung des Hauses nach. Das Hotelgebäude wurde im 19. Jahrhundert mehrmals erweitert, so auch 1840/1841 unter Einbeziehung des ehemaligen Pfründnerhauses (1787) bzw. des Wirerspitals (1828). 1864 wurde der Speisesaaltrakt angebaut, 1895 erhielt das Gebäude eine repräsentative – heute unter Denkmalschutz stehende – Fassade. Im ehemaligen großen Speisesaal erhielten sich die originalen Wandverkleidungen in stucco lustro sowie die Decke mit Kassettengliederung und Medaillons, deren einzelne Felder Arabesken, phantastische Tiergebilde und Früchte zeigen. Erst nach 1900 wurde ein Lift eingebaut. Der rückwärtige Hotelflügel in der heutigen Schulgasse (Dependance Posthof) wurde 1964 zwecks Schaffung eines Gartens abgetragen. Die Kaiser-Franz-Josef-Straße, in welcher das Haus liegt, hieß vor 1898 Landstraße und von 1898 bis 1951 amtlich Poststraße.

### Gäste

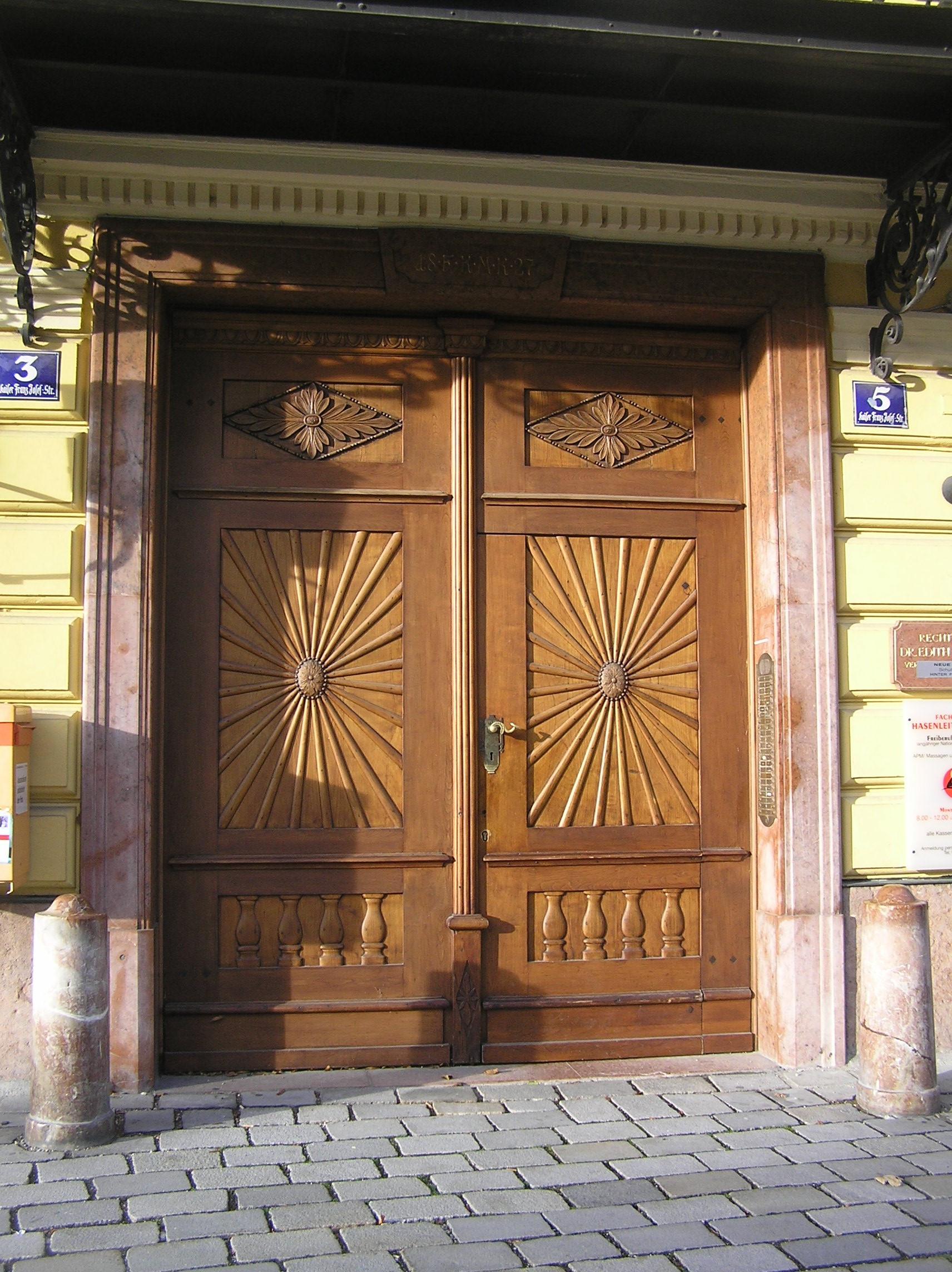
Portal (1827)

Das Haus wurde von vielen bekannten Persönlichkeiten besucht,
- Mitglieder des europäischen Hochadels: Kaiser Ferdinand, Kaiser Franz Josef, König Wilhelm I. von Preußen, König Otto I. von Griechenland, Königin Therese von Bayern, König Max Josef von Bayern, Großherzog Ludwig von Hessen, Großherzog Carl Alexander von Sachsen-Weimar, Prinz August von Württemberg, Erzherzog Johann, Marie Thérèse Charlotte de Bourbon, Fürst Lichnowsky
- hochrangige Militärs: Feldmarschall Haugwitz, Feldmarschall Moltke, Admiral Edward Hamilton
- Politiker: Eduard Graf Taaffe, Otto von Bismarck, Theodor Herzl
- Industrielle und Bankiers: Johann Anton Farina, Lionel Nathan Rothschild
- Wissenschaftler: Theodor Billroth
- Literaten: Nikolaus Lenau, Arthur Schnitzler, Felix Dahn, Robert Musil (seit 2018 Gedenktafel an der Hauptfassade)
- Komponisten: Anton Bruckner, Carl Michael Ziehrer
- Schauspieler und Regisseure: Alexander Girardi, Greta Garbo, Marlene Dietrich, Magda Schneider, Karlheinz Böhm, Romy Schneider, Rudolf Prack, Sonja Ziemann, Gustav Knuth, Josef Meinrad, Luchino Visconti, Franz Antel, Helmut Berger u. v. a.
- Maler: Josef Kriehuber, Friedensreich Hundertwasser

Am 31. Juli 1890 fand im Hotel ein Dinér anlässlich der Hochzeit von Erzherzogin Marie Valerie mit Erzherzog Franz Salvator von Toskana statt.

### Neue Verwendung
1988 erfolgte die Auflassung des Hotelbetriebes und der Umbau zu Privatwohnungen, Büros, Ordinationen, Gaststätten und Geschäftslokalen sowie die Errichtung einer Tiefgarage. Der früher beliebte Postkeller wurde vermauert und ist nicht mehr zugänglich. Mehrfach diente das Haus als Kulisse in Film- und Fernsehproduktionen (z. B. in der Fernsehserie Der Salzbaron).